# Sriharikota
Sriharikota (en télugu: శ్రీహరికోట) es una isla barrera frente a la costa del estado sureño de Andhra Pradesh en la India. Contiene el único centro de lanzamiento de satélites de la India, en el Centro espacial Satish Dhawan (también conocido como SHAR), que es utilizado por la Organización de Investigación Espacial de la India para el lanzamiento de satélites con cohetes de varias etapas, como el Polar Satellite Launch Vehicle (un lanzador orbital indio de tercera generación) y el Geosynchronous Satellite Launch Vehicle.
Sriharikota separa el lago Pulicat de la bahía de Bengala, y es el sitio donde se encuentra la ciudad de Pulicat. Ubicada en el distrito Nellore de Andhra Pradesh.

 La ciudad más cercana es Sullurpeta, con disposición de una estación de tren. A una distancia de 80 km (50 millas) de Chennai. La ciudad más cercana, en aspecto financiero es Sri City. también está conectada por autopistas a Chennai.